# Oudong

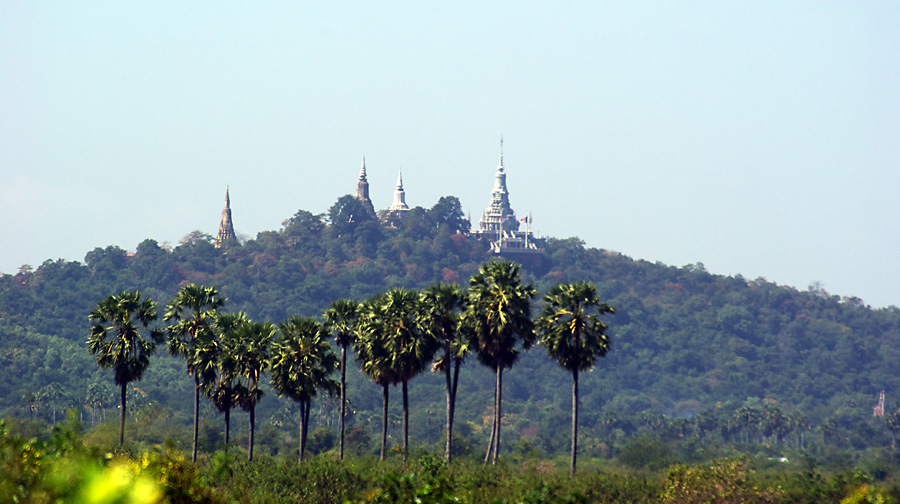
Núi đền tháp tại cố đô Oudong, Phnom Oudong.

Oudong, còn được gọi là Udong hay Odongk, là cố đô của Campuchia từ thế kỷ 17 đến thế kỷ 19; đây là kinh đô cuối cùng trước khi vương triều Khmer thiên đô xuống Phnôm Pênh. Oudong tuy là cố đô nhưng những di tích còn lại khá khiêm nhường so với các công trình cổ tích khác tại Campuchia. Tuy không mấy xa Phnôm Pênh, Oudong đã chìm vào quên lãng và dần bị rừng già xâm lấn. Di tích kiến trúc không mấy đặc sắc và kém phần quy mô so với các kinh đô khác. Đại Nam thực lục gọi là Ô Đông.

## Lịch sử

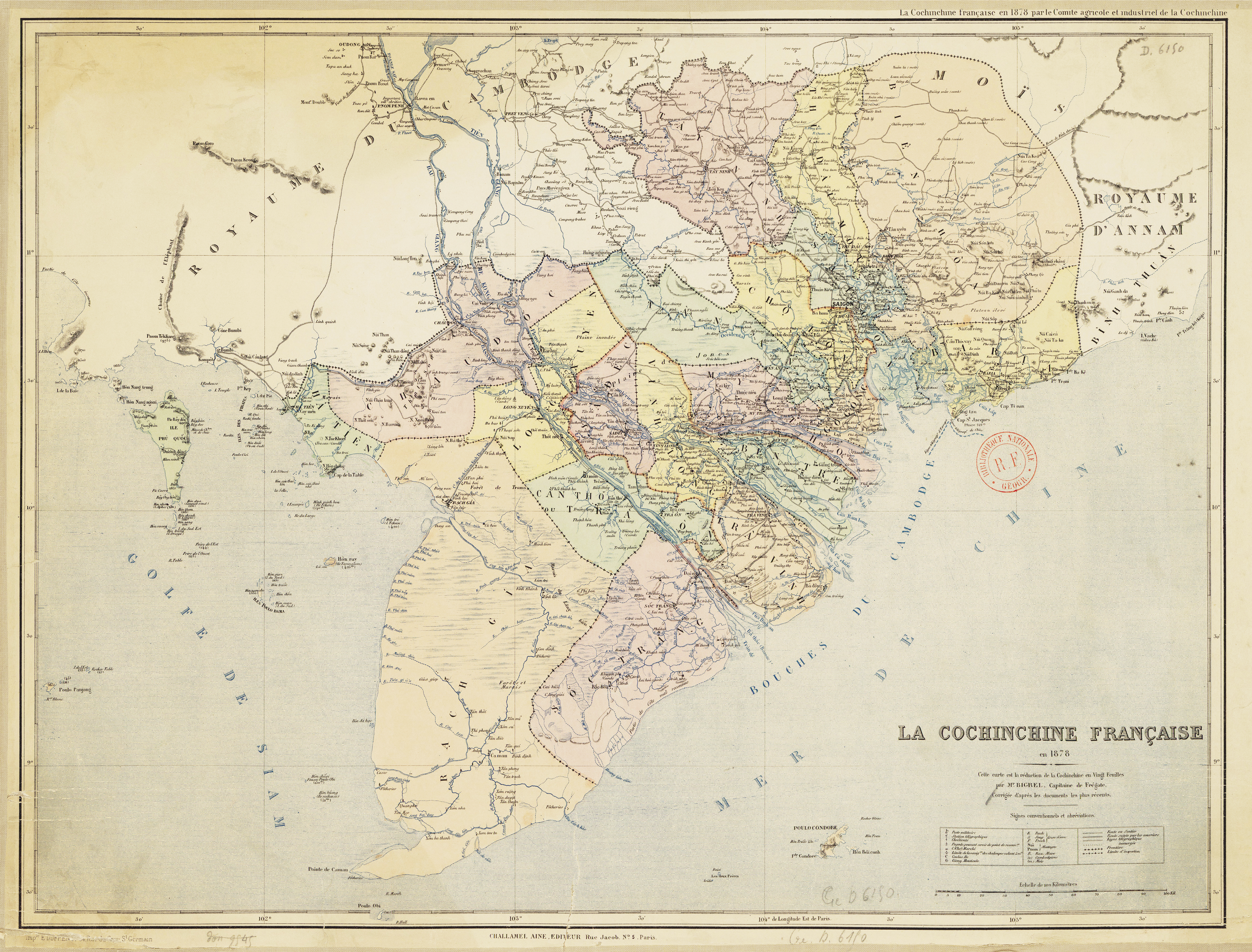
Các địa danh Oudong, Pnom Penh trên bản đồ giữa thế kỷ 19.

Oudong nắm địa vị là kinh đô xứ Campuchia từ năm 1618 đến 1866, cách thủ đô Phnôm Pênh khoảng 30–40 km về phía Tây Bắc, phía trên bến đò Kompong Luong. Năm 1866 vua Norodom cho thiên đô về Phnôm Pênh và Oudong trở thành cố đô.
Cố đô Oudong ngày nay là một huyện của tỉnh Kampong Speu, giáp ranh với huyện Ponhea Leu thuộc tỉnh Kandal ở phía Đông Nam, với tỉnh Kampong Chhnang ở phía Bắc. Oudong nằm ở tọa độ khoảng 11°49'21"-11°49'38" vĩ bắc và 104°44'36"-104°46'20" kinh đông, nhích về phía bắc Phnom Udong (11°47'42" vĩ bắc và 104°46'07" kinh đông, địa phận huyện Ponhea Leu tỉnh Kandal) nơi có lăng vua chúa Miên triều. Trung tâm của Oudong là ngôi chợ Phsar Oudong, cách Phnôm Pênh 34 km theo đường chim bay về phía Tây Bắc, gần quốc lộ số 5 của Campuchia.
Trong Chiến tranh Việt Nam, Oudong bị tàn phá nặng bởi bom Mỹ, và tới năm 1977 thì tiếp tục bị Khmer Đỏ phá hủy.

## Miêu tả và tình trạng

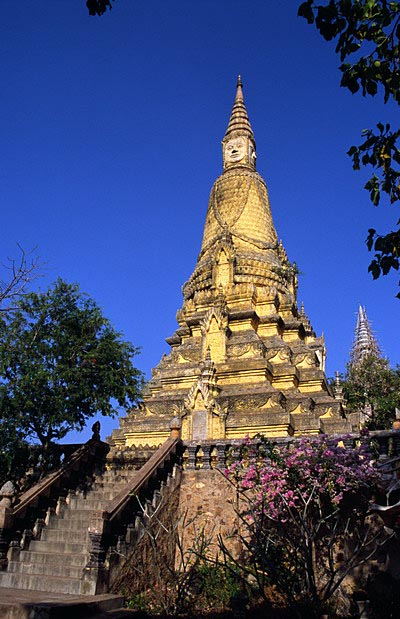
Tháp xá lị phật tại cố đô Oudong.

Cố đô còn lại hiện nay chỉ là những tháp Gropa cao vút, trên đỉnh tháp có điêu khắc. Các tháp cao được xây dựng tương tự như cố đô Ayuthaya - Thái Lan và hiện nay các tháp hầu hết đều đổ nát. Người ta ra sức trùng tu nó bằng phương pháp theo chính phương pháp mà người Khmer đã từng làm là trùng tu hoàn toàn bằng thủ công với công cụ chính là ròng rọc để kéo các nguyên liệu cần thiết cho việc trùng tu.

## Tình trạng Di sản Thế giới
Oudong được đưa vào danh sách xem xét Di sản thế giới UNESCO ngày 1 tháng 9 năm 1992, hạng mục Văn hóa và tiếp tục được trong danh sách này từ ngày 27 tháng 3 năm 2020..